# Geoffroy de Pont-Blanc
Geoffroy de Pont-Blanc est un chevalier qui s'illustra pendant la guerre de Succession de Bretagne.

## Biographie

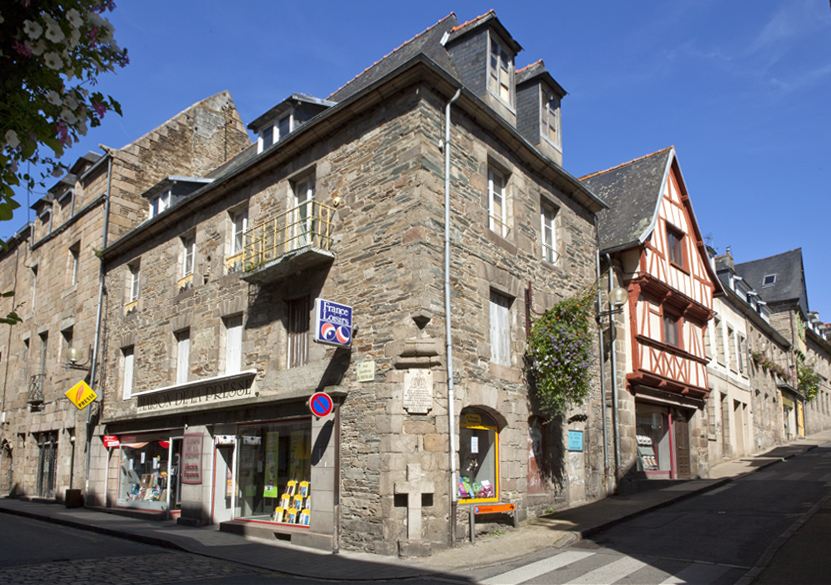
Lieu où mourut le chevalier de Pont-Blanc.

Lors de la guerre de Succession de Bretagne, les Anglais soutenant Jean de Montfort voulurent prendre Lannion, soutenant Charles de Blois.
En 1346, messire Richards Toussaint, chef de la garnison anglaise à La Roche-Derrien, parvint, après plusieurs assauts infructueux, à soudoyer deux soldats de la garnison de Lannion qui le firent entrer avec ses hommes dans la place, alors que tous les habitants dormaient encore. Ils pillèrent et tuèrent tout ce qui leur opposait la moindre résistance.
Le bruit réveilla le chevalier Geoffroy de Pont-Blanc qui s'en alla affronter les assaillants. Il se montra particulièrement courageux et dangereux en tuant à lui seul plusieurs soldats anglais, profitant de l'étroitesse de la rue pour ne pas affronter trop de combattants à la fois. Les soldats n'osaient trop l'approcher. Il fallut faire appel au tir d'un archer qui l'atteignit au genou, lui faisant perdre ses ressources. Les Anglais purent alors se jeter sur lui et le rouer de coups jusqu'à le tuer. Puis ils s'en prirent à son cadavre. Mais Richards Toussaint, appréciant les valeurs de combattant de Geoffroy de Pont-Blanc, voulut que toute sa troupe lui rende les honneurs funèbres. Il marcha lui-même en tête du cortège funèbre, bien qu'ayant été blessé au combat.

## Époque actuelle
Donnant sur la place du centre, la rue Geoffroy de Pont-Blanc et la croix marquant l'emplacement de sa mort rappellent les hauts-faits de ce vaillant chevalier.